# Elecciones presidenciales de Francia de 1848
Las elecciones presidenciales de Francia de 1848 se realizaron el 10 de diciembre del mencionado año con el objetivo de elegir al primer presidente de la Segunda República Francesa. Los comicios tuvieron un carácter histórico, ya que constituyeron la primera elección presidencial directa de la historia de Francia. El resultado fue una sorpresiva y arrolladora victoria para Louis-Napoleón Bonaparte, que obtuvo el 74.33% de los votos.

## Sistema electoral y contexto
La Constitución sólo incluía una primera vuelta, y en caso de que ninguno de los candidatos obtuviera mayoría, la Asamblea Nacional decidiría el vencedor. Louis-Eugène Cavaignac tenía aparentemente muchas posibilidades de ganar, y de no haber obtenido mayoría, la Asamblea probablemente lo hubiera investido Presidente.
Por otra parte, Bonaparte no tenía una larga carrera política a sus espaldas. La derecha monárquica (partidarios de los legitimistas y orleanistas) y gran parte de la clase alta lo apoyaron como el candidato "menos peor", y como un hombre que restauraría el orden y pondría fin a la inestabilidad en Francia, (que había continuado desde el derrocamiento de la monarquía en febrero). Quienes lo apoyaban también buscaban evitar una revolución comunista, bajo las ideas de Friedrich Engels. Una buena parte de la clase obrera industrial, por otra parte, fue convencida por Bonaparte mediante vagas indicaciones del candidato sobre opiniones económicas progresistas. Su victoria abrumadora se debió sobre todo por el apoyo de las masas rurales no politizadas, para las cuales el nombre de Bonaparte significó algo, a diferencia de los nombre de los otros contendientes, que para las masas rurales eran poco conocidos.

## Resultados
| Candidato                         | Partido/Ideología                  | Votos     | %      |
| --------------------------------- | ---------------------------------- | --------- | ------ |
| Louis-Napoléon Bonaparte          | Bonapartista                       | 5 434 226 | 74.33% |
| Louis-Eugène Cavaignac            | Republicanos Moderados             | 1 448 107 | 19.81% |
| Alexandre Auguste Ledru-Rollin    | La Montaña                         | 370 119   | 5.06%  |
| François-Vincent Raspail          | Independentes Socialistas          | 36 920    | 0.51%  |
| Alphonse de Lamartine             | Independiente de ideología liberal | 17 210    | 0.23%  |
| Nicolas Anne Théodule Changarnier | Legitimista                        | 4 790     | 0.06%  |
| Total                             | Total                              |           | 100%   |